# Rick Huxley
Rick Huxley (Dartford, Kent, Reino Unido, 5 de agosto de 1942 - 11 de febrero de 2013) fue un músico inglés, bajista del grupo The Dave Clark Five, perteneciente al movimiento musical de mediados de los 60 denominado invasión británica.

## Biografía
Nacido en el Hospital Livingstone, Dartford, Kent, se unió al grupo en 1958, y tocó en todos los éxitos de la banda, incluyendo "Glad All Over" y "Bits and Pieces". Era el único miembro del grupo que no escribía canciones. Tras la disolución del grupo en 1970, Huxley se dedicó a la promoción inmobiliaria, pero siguió participando en el negocio de la música.  Asistió a la ceremonia de ingreso del grupo en el Salón de la Fama del Rock and Roll en marzo de 2008, junto con Lenny Davidson y Dave Clark.

## Fallecimiento
Falleció el 11 de febrero de 2013, a los 72 años de edad, tras haber estado enfermo de enfisema pulmonar durante varios años.